# Campionati europei under 23 di atletica leggera 2019
Il XII Campionato europeo under 23 di atletica leggera (in inglese: 2019 European Athletics U23 Championships) si è disputato a Gävle, in Svezia, dall'11 al 14 luglio 2019. L'impianto che ha ospitato le gare è il Gunder Hägg-stadion.

## Nazioni partecipanti
Tra parentesi, il numero di atleti partecipanti per nazione.
- Albania (1)
- Andorra (1)
- Armenia (2)
- Atleti Neutrali Autorizzati (14)
- Austria (14)
- Azerbaigian (1)
- Belgio (26)
- Bielorussia (27)
- Bosnia ed Erzegovina (5)
- Bulgaria (8)
- Cipro (6)
- Croazia (10)
- Danimarca (13)
- Estonia (11)
- Finlandia (47)
- Francia (81)
- Georgia (4)
- Germania (71)
- Grecia (25)
- Irlanda (43)
- Islanda (3)
- Israele (9)
- Italia (72)
- Kosovo (1)
- Lettonia (16)
- Liechtenstein (1)
- Lituania (13)
- Lussemburgo (2)
- Macedonia del Nord (2)
- Malta (3)
- Moldavia (4)
- Monaco (1)
- Montenegro (1)
- Norvegia (26)
- Paesi Bassi (24)
- Polonia (56)
- Portogallo (32)
- Gran Bretagna (61)
- Rep. Ceca (32)
- Romania (29)
- San Marino (1)
- Serbia (11)
- Slovacchia (11)
- Slovenia (9)
- Spagna (48)
- Svezia (51)
- Svizzera (36)
- Turchia (51)
- Ucraina (55)
- Ungheria (31)

## Risultati

### Uomini
| Specialità | Oro                                                                         | Prestazione | Argento                                                                 | Prestazione | Bronzo                                                                     | Prestazione |
| Corse piane |                                                                             |             |                                                                         |             |                                                                            |             |
| 100 metri | Henrik Larsson                                                              | 10"23       | Oliver Bromby                                                           | 10"24       | Joris van Gool                                                             | 10"27       |
| 200 metri | Shemar Boldizsar                                                            | 20"89       | Kobe Vleminckx                                                          | 21"04       | Ryan Zeze                                                                  | 21"05       |
| 400 metri | Fabrisio Saïdy                                                              | 45"79       | Cameron Chalmers                                                        | 45"92       | Brayan Lopez                                                               | 46"16       |
| 800 metri | Mateusz Borkowski                                                           | 1'48"75     | Spencer Thomas                                                          | 1'49"06     | Pablo Sánchez-Valladares                                                   | 1'49"36     |
| 1.500 metri | Ignacio Fontes                                                              | 3'50"38     | Piers Copeland                                                          | 3'50"89     | Elzan Bibić                                                                | 3'50"90     |
| 5.000 metri | Jimmy Gressier                                                              | 14'16"55    | Hugo Hay                                                                | 14'17"00    | Abdessamad Oukhelfen                                                       | 14'17"23    |
| 10.000 metri | Jimmy Gressier                                                              | 28'44"17    | Tadesse Getahon                                                         | 28'46"97    | Emile Cairess                                                              | 28'50"21    |
| Corse a ostacoli |                                                                             |             |                                                                         |             |                                                                            |             |
| 110 metri ostacoli | Jason Joseph                                                                | 13"45       | Michał Sierocki                                                         | 13"63       | Cameron Fillery                                                            | 13"64       |
| 400 metri ostacoli | Wilfried Happio                                                             | 49"03       | Nick Smidt                                                              | 49"49       | Emil Nana Kwame Agyekum                                                    | 49"69       |
| 3000 metri siepi | Frederik Ruppert                                                            | 8'44"89     | Alexis Phelut                                                           | 8'45"04     | Simon Sundström                                                            | 8'45"82     |
| Salti |                                                                             |             |                                                                         |             |                                                                            |             |
| Salto in alto | Maksim Nedasekau                                                            | 2,29 m =    | Tom Gale                                                                | 2,27 m      | Norbert Kobielski                                                          | 2,23 m      |
| Salto con l'asta | Bo Kanda Lita Baehre                                                        | 5,65 m      | Emmanouīl Karalīs                                                       | 5,60 m      | Thibaut Collet                                                             | 5,60 m      |
| Salto in lungo | Miltiádis Tentóglou                                                         | 8,32 m      | Héctor Santos                                                           | 8,19 m      | Gabriele Chilà                                                             | 8,00 m      |
| Salto triplo | Necati Er                                                                   | 17,37 m     | Nazim Babayev                                                           | 17,03 m     | Andrea Dallavalle                                                          | 16,95 m     |
| Lanci |                                                                             |             |                                                                         |             |                                                                            |             |
| Getto del peso | Konrad Bukowiecki                                                           | 21,51 m     | Leonardo Fabbri                                                         | 20,50 m     | Wictor Petersson                                                           | 19,53 m     |
| Lancio del disco | Kristjan Čeh                                                                | 63,82 m     | Clemens Prüfer                                                          | 62,15 m     | Oskar Stachnik                                                             | 60,01 m     |
| Lancio del martello | Alberto González                                                            | 74,36 m     | Bence Halász                                                            | 74,14 m     | Myhaylo Havrylyuk                                                          | 72,21 m     |
| Lancio del giavellotto | Cyprian Mrzyglód                                                            | 84,97 m     | Alexandru Novac                                                         | 81,75 m     | Aljaksej Katkavec                                                          | 80,31 m     |
| Staffette |                                                                             |             |                                                                         |             |                                                                            |             |
| Staffetta 4×100 m | Germania Kevin Kranz Deniz Almas Marvin Schulte Philipp Trutenat            | 39"22       | Francia Amaury Golitin Yanis Ammour Ryan Zézé Max Sirguey               | 39"57       | Belgio Simon Verherstraeten Antoine Snyders Kobe Vleminckx Raphaël Kapenda | 39"77       |
| Staffetta 4×400 m | Germania Maximilian Grupen Fabian Dammermann Marvin Schlegel Manuel Sanders | 3'03"92     | Regno Unito Alex Haydock-Wilson Joe Brier Lee Thompson Cameron Chalmers | 3'04"59     | Francia Loïc Prévot Lidji Mbaye Téo Andant Fabrisio Saïdy                  | 3'05"36     |
| Prove su strada |                                                                             |             |                                                                         |             |                                                                            |             |
| Marcia 20 km | Vasilij Mizinov                                                             | 1h21'29"    | Salih Korkmaz                                                           | 1h21'32"    | Callum Wilkinson                                                           | 1h22'13"    |
| Prove multiple |                                                                             |             |                                                                         |             |                                                                            |             |
| Decathlon | Niklas Kaul                                                                 | 8572 p.     | Johannes Erm                                                            | 8445 p.     | Manuel Eitel                                                               | 8067 p.     |
| record mondiale; record mondiale stagionale; miglior prestazione mondiale under 23; miglior prestazione mondiale stagionale under 23; record europeo; miglior prestazione europea stagionale; miglior prestazione europea under 23; miglior prestazione europea stagionale under 23; record dei campionati; record nazionale; record nazionale under 23; record personale; record personale stagionale. |                                                                             |             |                                                                         |             |                                                                            |             |

### Donne
| Specialità | Oro                                                                          | Prestazione | Argento                                                                     | Prestazione | Bronzo                                                           | Prestazione |
| Corse piane |                                                                              |             |                                                                             |             |                                                                  |             |
| 100 metri | Ewa Swoboda                                                                  | 11"15       | Cynthia Leduc                                                               | 11"40       | Lisa Nippgen                                                     | 11"45       |
| 200 metri | Sindija Bukša                                                                | 23"24       | Estelle Raffai                                                              | 23"35       | Sarah Richard                                                    | 23"50       |
| 400 metri | Natalia Kaczmarek                                                            | 52"34       | Lada Vondrová                                                               | 52"40       | Andrea Miklós                                                    | 52"66       |
| 800 metri | Jemma Reekie                                                                 | 2'05"19     | Ellie Baker                                                                 | 2'06"33     | Nadia Power                                                      | 2'06"68     |
| 1.500 metri | Jemma Reekie                                                                 | 4'22"81     | Elise Vanderelst                                                            | 4'23"50     | Marta Zenoni                                                     | 4'23"96     |
| 5.000 metri | Anna Emilie Møller                                                           | 15'07"70    | Alina Reh                                                                   | 15'11"25    | Célia Antón                                                      | 12'28"66    |
| 10.000 metri | Alina Reh                                                                    | 31'39"34    | Miriam Dattke                                                               | 32'29"45    | Jasmijn Lau                                                      | 33'35"66    |
| Corse a ostacoli |                                                                              |             |                                                                             |             |                                                                  |             |
| 100 metri ostacoli | Ėl'vira Herman                                                               | 12"70       | Klaudia Siciarz                                                             | 12"82       | Laura Valette                                                    | 12"97       |
| 400 metri ostacoli | Paulien Couckuyt                                                             | 56"17       | Linda Olivieri                                                              | 56"22       | Yasmin Giger                                                     | 56"37       |
| 3000 metri siepi | Anna Emilie Møller                                                           | 9'27"31     | Eilish Flanagan                                                             | 9'51"72     | Claudia Prisecaru                                                | 9'53"21     |
| Salti |                                                                              |             |                                                                             |             |                                                                  |             |
| Salto in alto | Yuliya Levchenko                                                             | 1,97 m      | Christina Honsel                                                            | 1,97 m      | Ella Junnila                                                     | 1,92 m      |
| Salto con l'asta | Angelica Moser                                                               | 4.56 m      | Amálie Švábíková                                                            | 4,35 m      | Yelizaveta Bondarenko                                            | 4,35 m      |
| Salto in lungo | Hilary Kpatcha                                                               | 6,73 m      | Petra Farkas                                                                | 6,55 m      | Milica Gardašević                                                | 6,43 m      |
| Salto triplo | Diana Zagainova                                                              | 13,89 m     | Tuğba Danışmaz                                                              | 13,85 m     | Viyaleta Skvartsova                                              | 13,79 m     |
| Lanci |                                                                              |             |                                                                             |             |                                                                  |             |
| Getto del peso | Alina Kenzel                                                                 | 17,94 m     | Katharina Maisch                                                            | 17,64 m     | Julia Ritter                                                     | 17,17 m     |
| Lancio del disco | Marija Tolj                                                                  | 62,76 m     | Alexandra Emilianov                                                         | 57,30 m     | Annina Brandenburg                                               | 56,52 m     |
| Lancio del martello | Sofiya Palkina                                                               | 71,08 m     | Nastassia Maslava                                                           | 69,36 m     | Sara Fantini                                                     | 68,35 m     |
| Lancio del giavellotto | Annika Fuchs                                                                 | 63,68 m     | Eda Tugsuz                                                                  | 61,03 m     | Evelina Mendes                                                   | 55,57 m     |
| Staffette |                                                                              |             |                                                                             |             |                                                                  |             |
| Staffetta 4×100 m | Germania Jennifer Montag Sophia Junk Keshia Kwadwo Lisa Nippgen              | 43"45       | Francia Leisly Regulier Estelle Raffai Eloise de la Taille Sarah Richard    | 43"82       | Polonia Klaudia Siciarz Martyna Kotwila Marlena Gola Ewa Swoboda | 44"08       |
| Staffetta 4×400 m | Polonia Karolina Lozowska Natalia Widawska Natalia Wosztyl Natalia Kaczmarek | 3'32"56     | Regno Unito Lily Beckford Yasmin Liverpool Finette Agyapong Hannah Williams | 3'32"91     | Germania Nelly Schmidt Alica Schmidt Corinna Schwab Luna Bulmahn | 3'33"83     |
| Prove su strada |                                                                              |             |                                                                             |             |                                                                  |             |
| Marcia 20 km | Ayse Tekdal                                                                  | 1h34'47"    | Olga Niedzialek                                                             | 1h35'54" ~  | Yana Smerdova                                                    | 1h35'58"    |
| Prove multiple |                                                                              |             |                                                                             |             |                                                                  |             |
| Eptathlon | Géraldine Ruckstuhl                                                          | 6274 p.     | Sophie Weißenberg                                                           | 6175 p.     | Hanne Maudens                                                    | 6093 p.     |
| record mondiale; record mondiale stagionale; miglior prestazione mondiale under 23; miglior prestazione mondiale stagionale under 23; record europeo; miglior prestazione europea stagionale; miglior prestazione europea under 23; miglior prestazione europea stagionale under 23; record dei campionati; record nazionale; record nazionale under 23; record personale; record personale stagionale. |                                                                              |             |                                                                             |             |                                                                  |             |

## Medagliere
Legenda
     Paese ospitante
| Posizione | Paese                       | Oro | Argento | Bronzo | Totale |
| --------- | --------------------------- | --- | ------- | ------ | ------ |
| 1         | Germania                    | 9   | 6       | 6      | 21     |
| 2         | Polonia                     | 6   | 3       | 3      | 12     |
| 3         | Francia                     | 5   | 6       | 6      | 17     |
| 4         | Regno Unito                 | 3   | 8       | 3      | 14     |
| 5         | Svizzera                    | 3   | 0       | 1      | 4      |
| 6         | Turchia                     | 2   | 3       | 0      | 5      |
| 7         | Spagna                      | 2   | 1       | 3      | 6      |
| 8         | Bielorussia                 | 2   | 1       | 2      | 5      |
| 9         | Atleti Neutrali Autorizzati | 2   | 0       | 2      | 4      |
| 10        | Danimarca                   | 2   | 0       | 0      | 2      |
| 11        | Belgio                      | 1   | 2       | 2      | 5      |
| 12        | Grecia                      | 1   | 1       | 0      | 2      |
| 13        | Svezia                      | 1   | 0       | 2      | 3      |
| 14        | Ucraina                     | 1   | 0       | 1      | 2      |
| 15        | Croazia                     | 1   | 0       | 0      | 1      |
| 15        | Lettonia                    | 1   | 0       | 0      | 1      |
| 15        | Lituania                    | 1   | 0       | 0      | 1      |
| 15        | Slovenia                    | 1   | 0       | 0      | 1      |
| 19        | Italia                      | 0   | 2       | 5      | 7      |
| 20        | Rep. Ceca                   | 0   | 2       | 0      | 2      |
| 20        | Ungheria                    | 0   | 2       | 0      | 2      |
| 22        | Paesi Bassi                 | 0   | 1       | 2      | 3      |
| 22        | Romania                     | 0   | 1       | 2      | 3      |
| 24        | Irlanda                     | 0   | 1       | 1      | 2      |
| 25        | Azerbaigian                 | 0   | 1       | 0      | 1      |
| 25        | Estonia                     | 0   | 1       | 0      | 1      |
| 25        | Israele                     | 0   | 1       | 0      | 1      |
| 25        | Moldavia                    | 0   | 1       | 0      | 1      |
| 29        | Serbia                      | 0   | 0       | 2      | 2      |
| 30        | Finlandia                   | 0   | 0       | 1      | 1      |
|           | Totale                      | 44  | 44      | 44     | 132    |